# Luigi Pulci
Luigi Pulci (Florencia; 15 de agosto de 1432-Padua; 11 de noviembre de 1484), poeta italiano famoso principalmente por su Morgante, una historia épica de un gigante que se convirtió al cristianismo y sigue al caballero Orlando, todo escrito en un tono heroico paródico.

## Biografía
Nació en Florencia, en una familia noble pero muy empobrecida y endeudada; trabajó como comerciante; sus patronos fueron los Médici, especialmente Lorenzo de Médici, quien envió a Pulci en misiones diplomáticas; pero fue protegido especialmente por la madre de Lorenzo, Lucrezia Tuornabuoni, quien le encargó escribir el Morgante, un poema humorístico sobre materia épica francesa por el cual es principalmente conocido, todavía más medievalizante que humanista, pero que abrió el camino a los poemas caballerescos posteriores, inspirados en él, de Matteo Maria Boiardo (Orlando inamorato) y Ludovico Ariosto (Orlando furioso). 
Además compuso obras ligeras como la Beca di Dicomano, un poema rústico que parodia la obra de Lorenzo Nencia da Barberino, a su vez parodia del amor cortés. Aun así, en algún momento en torno al año 1470, Pulci cayó en desgracia, acaso por haber entrado en conflicto con el entorno platónico de Marsilio Ficino; necesitó más dinero y pasó al servicio de Roberto Sanseverino, un condottiere norteño cuyos desplazamientos siguió (Milán, Pisa y Venecia) hasta su muerte. En marzo de 1481 fue nombrado capitán de Val di Lugana, feudo de Sanseverino. Habiendo enfermado en uno de sus viajes, murió en Padua en 1484 y fue sepultado en tierra no sagrada como hereje, porque sus obras fueron consideradas descreídas y en el mismo confín de la ambigüedad ideológica. Fue amigo de los hombres más ilustres de su tiempo: Toscanelli y Angelo Poliziano, entre otros.[cita requerida]
Su hermano Luca (1431-1470) también fue escritor. Sus obras, todas en idioma italiano, incluyen Pistole, Driadeo d'amore, y Ciriffo Calvaneo.

## Obras
El Morgante es un poema épico-caballeresco en octava rima, subdividido en cantos, que recupera la materia del ciclo carolingio. El título deriva de su personaje más popular, un gigante que Orlando convierte a la fe cristiana y cuyas aventuras constituyen gran parte de la trama. En un principio, en 1478, poseía 23 cantos y en la edición definitiva quedó en 28 (1483). Los últimos cinco cantos añadidos a la edición de 1483 narran la muerte de Orlando en Roncesvalles y poseen un estilo muy diferente al de la edición anterior.
Otras composiciones suyas son inferiores al Morgante: la Beca da Dicomano, una parodia del idilio pastoril en verso, como ya se ha dicho siguiendo el ejemplo de la Nencia da Barberino de Lorenzo de Médici; las octavas sobre la Giostra de Lorenzo; un corto número de canciones (strambotti, rispetti, sonetti); un cuento en prosa y una Confessione en terza rima, que posee la apariencia de una parodia de una parte de las Escrituras.